# Di chỉ mộ đá Antequera
Di chỉ mộ đá Antequera là một quần thể các mộ đá nằm gần Antequera, tỉnh Málaga, miền nam Tây Ban Nha. Quần thể này bao gồm mộ đá Menga, Viera nằm ngay ngoài thị trấn và El Romeral cách đó vài km. Cả ba khu mộ đá này khác nhau về độ tuổi cũng như cấu trúc thiết kế nhưng đều là những đại diện cho cấu trúc cự thạch lớn nhất và đầy đủ nhất ở châu Âu.
Quần thể di tích mộ đá Antequera (bao gồm cả những dấu mốc tại El Torcal de Antequera và Peña de los Enamorados) đã được UNESCO công nhận là Di sản thế giới vào ngày 15 tháng 7 năm 2016, như là một trong những ví dụ nổi bật nhất về kiến trúc cự thạch trên thế giới.

## Lịch sử
Các mộ đá có lẽ được xây dựng bởi những người nông dân sống trong khu đất màu mỡ của thung lũng Guadalhorce trong thời kỳ đồ đá mới và đồ đồng từ 5000 đến 2200 TCN (BC). Một số khu định cư hang động thời đồ đá mới còn tồn tại ở El Torcal và Sierra de Molina. Có thể khẳng định, quá trình vận chuyển các khối đá lớn cho đến quá trình xây dựng tốn rất nhiều các nguồn lực của nhiều khu định cư. Mộ đá Menga và Viera có lẽ được xây dựng vào khoảng 3500 và 3000 TCN trong khi El Romeral được xây dựng muộn hơn, vào khoảng năm 2500 TCN và cả ba cấu trúc đều trong tình trạng được bảo quản tốt.

## Mô tả
Quần thể Di tích mộ đá Antequera bao gồm các di chỉ sau đây:
- Mộ đá Menga: là cấu trúc cự thạch lớn nhất châu Âu khi có những phiến đá nặng tới 180 tấn (trong khi Stonehenge ở Anh cũng chỉ nặng tới 40 tấn).
- Mộ đá Viera: là cấu trúc gồm hai phần khác nhau. Đầu tiên là một hành lang mở giống như một cánh cửa và phần còn lại là không gian dài 21 mét. Phần sau là một phòng hình tứ giác nhỏ được vào thông qua một lỗ nhỏ khoét vào đá. Cấu trúc mộ này được làm từ 16 phiến đá lớn mỗi bên xếp thẳng đứng, 5 phiến đá lớn là mái còn một phần "cánh cửa" bằng đá đã bị mất.
- Cerro Marimacho: là một ngọn đồi nhỏ nằm cách Menga và Viera khoảng 200 mét về phía đông. Do vị trí gần khu mộ đá nên đã có nhiều lời đồn đoán rằng nó có thể là khu mộ đá thứ tư. Nhưng cho đến nay, chưa có một cuộc khai quật trên quy mô lớn nào được thực hiện ở đây. Những gì người ta phát hiện được chỉ là các vật liệu gốm và đá lửa dưới một hố chôn lấp.
- Tholos của El Romeral: là một ngôi mộ vòm điển hình. Nó có một hành lang với những bức tường bằng đá nhỏ (không sử dụng bất kỳ vật liệu kết dính nào) và mái bằng với 11 phiến đá lớn vẫn còn nguyên vẹn. Hành lang này dài 26 mét, rộng 1,5 mét và cao 1,95 mét. Cuối hành lang là hai phiến đá thẳng đứng giống như một cửa dẫn vào hai căn phòng. Căn phòng đầu tiên có đường kính rộng 5,2 mét được xây dựng dạng vòm giống như bức tường hành lang, trên cùng là một phiến đá lớn. Sàn của hành lang và căn phòng đều là đất nện. Căn buồng thứ hai có dạng hình chữ nhật có đường kính 2 mét. Tại đây có một phiến đá giống như một bệ thờ. Người ta đã tìm được khá nhiều xương và đồ an táng trong khu mộ đá này.

Mặc dù nhiều người tin rằng, các mộ đá Antequera được sử dụng cho nhiều mục đích khác nhau, nhưng Tholos của El Romeral được chắc chắn là một bãi chôn lấp khi xương người, vỏ gốm sứ và rất nhiều đồ an táng khác đã được tìm thấy ở đây.
- Torcal de Antequera: là một khu bảo tồn tự nhiên có diện tích 17 km vuông. Điểm cao nhất là đỉnh núi bằng phẳng Camorro de las Siete (1336 mét). Tại đây có các hang động ngầm với rất nhiều hiện vật liên quan đến thời kỳ đồ đá mới như là hang Cueva del Toro.
- Peña de los Enamorados: là một ngọn núi cao 880 mét là nơi có rất nhiều địa điểm khảo cổ thời kỳ đồ đá cũ muộn ở phía đông.